# Zearchaea
Zearchaea és un gènere d'aranyes araneomorfes de la família dels mecismauquènids (Mecysmaucheniidae). Fou descrit per primera vegada l'any 1946 per Wilton.
La distribució d'aquest gènere queda restringida com a endèmica de Nova Zelanda.

## Taxonomia
Segons el World Spider Catalog amb data de desembre de 2018 conté només dues espècies.
- Zearchaea clypeata Wilton, 1946 (espècie tipus)
- Zearchaea fiordensis Forster, 1955